# Spirolina
Spirolina, en ocasiones erróneamente denominado Spiralina, es un género de foraminífero bentónico de la familia Peneroplidae, de la superfamilia Soritoidea, del suborden Miliolina y del orden Miliolida. Su especie tipo es Spirolina cylindracea. Su rango cronoestratigráfico abarca desde el Eoceno hasta la Actualidad.

## Clasificación
Spirolina incluye a las siguientes especies:
- Spirolina austriaca
- Spirolina clavata
- Spirolina coryensis
- Spirolina crassicosta
- Spirolina cretacea
- Spirolina cylindracea
- Spirolina dissimilis
- Spirolina glabra
- Spirolina humboldti
- Spirolina indica
- Spirolina Iaevigata
- Spirolina mariei
- Spirolina navarroi
- Spirolina pedum
- Spirolina schweinfurthi
- Spirolina semilituus
- Spirolina striata

Otras especies consideradas en el género Spirolina son:
- Spirolina acicularis, aceptado como Monalysidium acicularis o como Coscinospira acicularis
- Spirolina agglutinans, aceptado como Ammobaculites striata
- Spirolina arietina, aceptado como Coscinospira arietina
- Spirolina confusa, aceptado como Monalysidium confusa
- Spirolina depressa, aceptado como Monalysidium confusa
- Spirolina limatula, de posición genérica incierta
- Spirolina okinawaensis, aceptado como Monalysidium okinawaensis

En Spirolina se han considerado los siguientes subgéneros:
- Spirolina (Dendritina), aceptado como género Dendritina
- Spirolina (Monalysidium), aceptado como género Monalysidium